# Ballycrovane

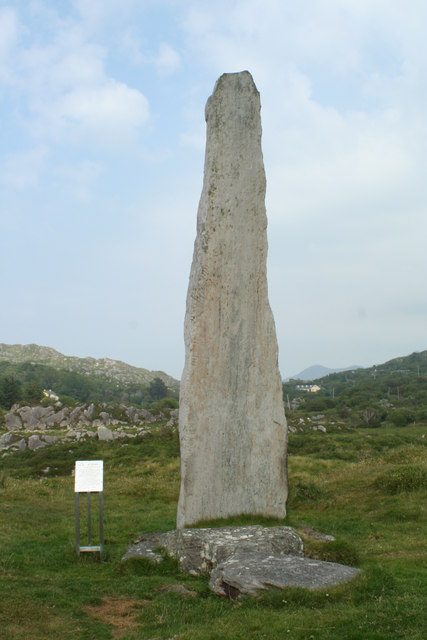
Der größte Oghamstein der Welt

Der Oghamstein von Ballycrovane (irisch Béal an Churraigh Bháin) steht im Townland „Faunkil-and-the-Woods“ bei Eyeries auf der Beara-Halbinsel im Südwesten des County Cork auf der irischen Insel. Er steht auf einer kleinen Anhöhe in einer Bucht der Coulagh Bay, ist nadelförmig schlank und mit 5,3 m Höhe der höchste Oghamstein überhaupt. Es ist ein irisches  National Monument.

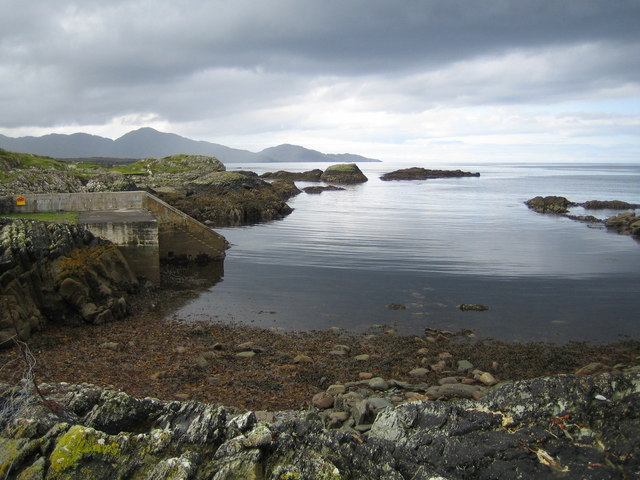
Blick von Ballycrovane auf die Coulagh Bay

Von irischen Wissenschaftlern wird die Aufstellung des Steines in die Endperiode der Bronzezeit auf 800–700 v. Chr. datiert. Wahrscheinlich ist die Ogham-Inschrift, die sich in der oberen Hälfte an einer Ecke des Steines befindet, um ein Jahrtausend jünger als die Errichtung des Steines, der zunächst ein unbeschrifteter Menhir war.
Die Inschrift lautet: MAQI - DECCEDDAS TURANIAS, was mit „von dem Sohn des Deich, Nachkomme des Torainn“ zu übersetzen ist. Die beiden sind keine historisch überlieferten Gestalten und die Übersetzung ist umstritten.
Die Bedeutung der Menhire und der Oghamsteine ist unklar. Einige markieren Grabstätten, andere werden als Markierungen entlang prähistorischer Routen interpretiert. Einige mutmaßen, der Stein sei möglicherweise als Territorialmarkierung errichtet worden.

## Trivia
Der Ort war u. a. Kulisse für die Dreharbeiten zum Film „The Purple Taxi“ (1977) Darsteller Fred Astaire, Peter Ustinov und Charlotte Rampling. Auch die vierteilige TV-Serie 1998 „Falling for a Dancer“, eine Dramatisierung des Lebens und der Liebe in Irland um 1930, auf der Grundlage des Romans von Deirdre Purcell, ist in der Nähe des Ballycrovane-Steins gedreht worden.
Kilmacowen ist ein Townland in der Eyeries Area. Hier befinden sich ein Menhir (englisch Standing stone) und ein Wedge Tomb.